# ديك غارسيا
ديك غارسيا (بالإنجليزية: Dick Garcia)‏ هو عازف قيثارة أمريكي، ولد في 31 مايو 1931 في نيويورك في الولايات المتحدة.

## وصلات خارجية
- ديك غارسيا على موقع ميوزك برينز (الإنجليزية)
- ديك غارسيا على موقع أول ميوزيك (الإنجليزية)
- ديك غارسيا على موقع ديسكوغز (الإنجليزية)